# Gheorghe Șaru
Gheorghe Șaru (n. 1 martie 1920, Checea, județul Timiș – d. 2003) a fost un pictor român-american.
Din 1939 a urmat cursurile Institutului de Arte Plastice din Iași, pe care le-a absolvit în 1944, a continuat, din 1946, la Institutul de Arte Plastice „Nicolae Grigorescu din București, pe care le-a absolvit în 1948, ca elev al lui Jean Alexandru Steriadi.  Și-a continuat studiile în Italia la Accademia di Belle Arti din Perugia, pe care l-a absolvit în 1963.
În perioada 1950-1964 a fost redactor-șef al revistei Arta.plastică Gheorghe Șaru, reprezentativ pentru noua generație de artiști din sfera realismului socialist, a coordonat colecția Arta în Republica Populară Română, publicațiile apărute sub egida acesteia cuprinzând și texte în limbile franceză și engleză.
Prin natură și educație fiind un artist al timpului său, totuși nu a aderat la nici un curent la modă, însă a adoptat un stil extrem de original, care prin abilitatea de elaborare este imposibil de confundat și foarte modern. Ceea ce uneori pare abstract este o realitate rafinată la cel mai înalt grad. El își trata formele cu meticulozitate de portretist. Culoarea l-a preocupat în cea mai mare măsură.
A fost pentru mult timp profesor la Institutul de Arte Plastice N. Grigorescu din București (1948-1982) (și prorector în perioada 1966-1967) unde a format sute de studenți cărora le-a insuflat conceptul de artă modernă. A călătorit mult.
A fost membru al UAPR și al Asociației Internaționale de Arte Plastice a UNESCO.
La începutul anilor ’80 s-a stabilit în SUA. Și-a continuat ultimii aproape 20 de ani ai carierei sale în Statele Unite.
Este expus în marile muzee ale lumii și figurează în nenumărate colecții particulare. A pictat până în ultimele zile ale vieții, deși fusese declarat orb din punct de vedere legal (legally blind).
Lucrări ale pictorului Gheorghe Șaru se găsesc în mari muzee ale lumii, cum ar fi Muzeul Ermitaj (Sankt Petersburg) și Muzeul de Artă Modernă al Orașului Paris, care dețin lucrări reprezentative ale artistului.
A fost înmormântat la Calvary, New York.

### Premii și distincții
- 1950 - Premiul Național pentru pictură,
- 1953 - Premiul Internațional pentru pictură (Festivalul Tineretului),
- 1964 - Premiul special pentru Artă Monumentală,
- 1968 - Ordinul Meritul Cultural.